# Верпланкіт
Верпланкіт (рос. верпланкит; англ. verplanckite; нім. Verplanckit m) — водний складний силікат барію та марганцю.

## Загальний опис
Хімічна формула: Ba6Mn3[(OH)6 Si6O18]х9H2O. Склад у % (з порід окр. Фресно, шт. Каліфорнія, США): BaO — 53,8; MnO — 8,8; FeO — 0,8; TiO2 — 2,05; SiO2 — 20,3; H2O — 10,6; Cl — 3,5. Домішки: Al2O3, MgO, CaO, K2O, SiO, F.
Сингонія гексагональна. Кристали призматичні, також радіальні агрегати, окремі зерна. Густина 3,52. Твердість 2,5-3. Колір коричнево-помаранчевий до коричнево-жовтого. Риса оранжева. Блиск скляний. Знайдений у санборніт-кварцовій породі округ Фресно, штат Каліфорнія, США.